# Walther Bothe
Walther Wilhelm Georg Bothe (8. ledna 1891, Oranienburg, Německo – 8. února 1957, Heidelberg, Německo) byl německý fyzik. Jeho práce představovaly významný přínos k vybudování moderní nukleární fyziky.

## Životopis
Po ukončení studia na univerzitě v Berlíně působil na Vysoké škole zemědělské a později na Říšském fyzikálně-technickém ústavu. V roce 1932 po předchozím jmenování profesorem na univerzitě v Gießenu přešel na univerzitu v Heidelbergu. Zabýval se rentgenovým zářením, přirozenou i umělou radioaktivitou. Společně s H. Becrerem objevil nový druh záření, které se podařilo identifikovat až J. Chadwickovi jako proud neutronů. Za nejvýznamnější Botheův objev je považována koincidenční detekční metoda částic, která umožňovala stanovit směr jejich pohybu a odhalit jejich případný současný vznik. Této metody je využíváno zejména při studiu kosmického záření. Za tento objev mu byla společně s M. Bornem udělena Nobelova cena za fyziku pro rok 1954.